# 雷一宁
雷一宁（1936年—），广西南宁人。1953年考入母亲的母校北京师范大学中国语言文学系。1957年因言获罪，在“反右”运动中被划为“右派”，当时正值其毕业之时，于是在同年11月被“分配”至青海，并在青海工作三十年。1991年远走美国，并在美国定居。2006年由中国文史出版社出版其主编的记录“反右”的文集：《不肯沉睡的记忆——57学子往事》。由于该书记录了在“反右”中北京师范大学中文系、俄语系等学生遭受无妄之灾，受尽屈辱折磨，并连累亲人的历史真实情况，出版后不久就被新闻出版总署认定为“非法出版物”并加以禁止。同书的另一主编，同为北京师范大学校友的川籍人士俞安国则被成都市有关方面约谈。